# Dessinateur
 (octobre 2015).

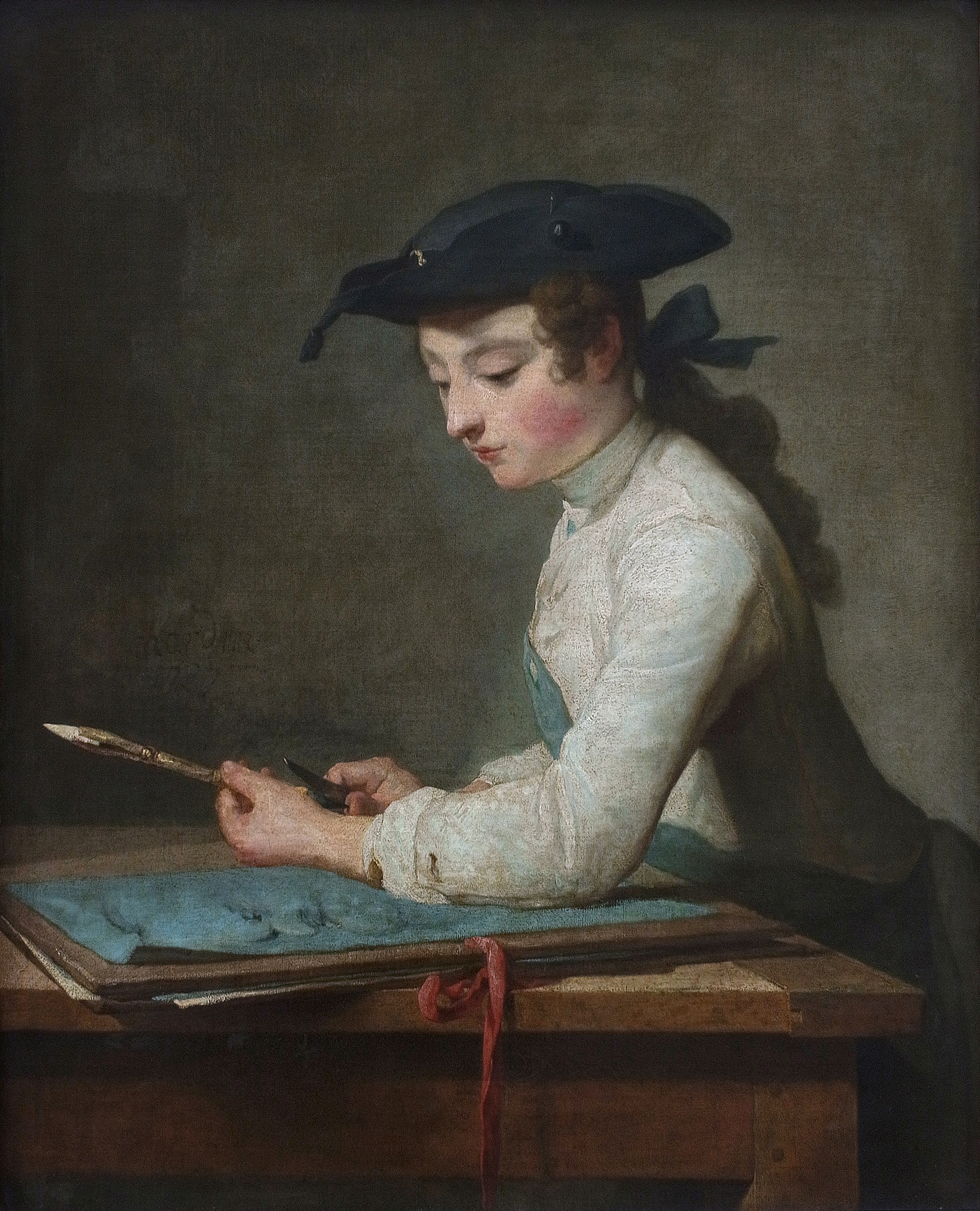
Le Jeune Dessinateur.

Un dessinateur ou une dessinatrice est une personne pratiquant le dessin. Le dessin résultant du travail d'un dessinateur peut être : artistique, documentaire, technique, ou une base de travail pour d'autres professionnels.

## Histoire
Le dessin se détache des autres arts plastiques à la Renaissance, mais il est le fait de peintres, de graveurs, d'architectes, de cartographes, de charpentiers, qui le pratiquent comme auxiliaire de leur profession. Au XVIIe siècle le dessinateur d'un projet est son concepteur. 
À partir de la révolution industrielle, les spécialités du dessin se séparent de plus en plus en domaines particuliers. Le dessin technique se détache du dessin des artistes au cours du XIXe siècle avec la création d'un enseignement particulier. Les arts graphiques constituent un ensemble de métiers relativement isolé, dans sa formation initiale comme dans sa pratique professionnelle, de la peinture des artistes peintres. La publication de dessins au trait dans les journaux et revues donne de l'essor à la profession de dessinateur, dans le domaine du dessin de presse et de la bande dessinée.
Depuis la fin du XXe siècle, les dessinateurs peuvent utiliser des logiciels de dessin assisté par ordinateur et des ordinateurs pour leurs travaux.

## Artistique
Dans la bande dessinée, on est dessinateur, on peut préciser « dessinateur de bande dessinée », mangaka dans le cas de la bande dessinée de style japonais appelée manga. Les comics représentent la bande dessinée au format américain.
Un dessinateur de presse est à la fois dessinateur et journaliste. Il peut être éditorialiste, illustrateur, reporter, ou encore spécialisé dans les croquis d'audience, ou produire de l'illustration de mode.
Un dessinateur peut se spécialiser dans le dessin en direct, des croquis, en réagissant spontanément aux propos d'un conférencier, lors d'un débat.

## Industrie
Le dessinateur industriel (d'études) ou dessinateur-projeteur réalise sur les directives de l'ingénieur les vues de pièces mécaniques cotées, qui permettront leur réalisation par d'autres techniciens.

## Bâtiment
Un dessinateur en bâtiment exerce des missions de création et de conception de maisons et bâtiments.
Il peut également exercer de simples missions de dessin sous l'autorité d'un architecte, dans ce cas, il n'exerce pas de mission de conception, mais seulement de dessin. Il exerce en libéral sous forme d'agence de dessin. En France pour les maisons individuelles de moins de 170 m2 SHON, il exerce une mission de conception de maison individuelle.
En exercice de salarié pour les agences d'architecture, bureau d'étude, il exerce seulement une mission de dessin.

### Études
En fonction du domaine d’exercice du dessinateur, les études sont dispensées par divers types d’écoles : écoles d’art et de design, plus ou moins spécialisées, pour les disciplines artistiques ; écoles d’ingénieurs ou techniques, pour le dessin technique.
Dans les domaines artistiques, le diplôme sanctionne les études effectuées, mais ne constitue généralement pas une condition suffisante : les employeurs potentiels se fient de préférence au portfolio (en ligne, sur support informatique, ou papier). Un dessinateur peut être autodidacte.

### Ordre ou fédération
Il n'y a pas d'ordre. En France, une fédération nationale des dessinateurs indépendants existe. C'est la FNDI vous pourrez retrouvez un annuaire de dessinateur ainsi que le detail de la mission du dessinateur sur leur site internet.